# 张楚 (大学教授)
张楚，中国政法大学教授、中国政法大学知识产权研究中心主任、中关村知识产权法律保护研究院执行院长。主要研究领域包括知识产权法、电子商务法等。处理过许多有影响的知识产权公益诉讼，例如分别针对飞利浦公司的若干专利以及针对花旗银行商业方法专利向专利复审委员会提起的专利无效请求，最终成功无效掉其专利，维护了民族企业的利益。

## 教育经历
- 1997—2000     中国政法大学          法学博士
- 1998           哥伦比亚大学法学院      访问学者
- 1986—1989      西北政法大学                法律硕士
- 1984—1987      西安外国语大学              英语系
- 1982—1985       西安开放大学               中国文学系

## 任职情况
- 2002至今       中国政法大学教授、中国政法大学知识产权研究中心主任
- 2000—2002      北京邮电大学法学系教授
- 1989—1997      广州大学法律系副教授

## 工作语言
- 普通话
- 英语
- 粤语

## 学术成果
2010年出版英文专著《China Patent Legal System & Practice》，主编教科书《网络法》《知识产权法》，参与编写《电子商务法》《电子商务法教程》《美国电子商务法》《外国电子商务法》《电子商务法案例分析》等，发表学术论文数十篇。主持、参与司法部、北京市知识产权局等部门众多学术课题。

## 社会兼职服务
- 2000—2005     由司法部任命担任全国中高级干部法学讲师
- 2000—2002     北京邮电大学网络法律研究中心主任
- 2000—2004     司法部网络公证项目顾问委员会成员
- 2000 至今      信息产业部《信息安全》杂志编委
- 2000 至今      全国律师协会信息网络与高新技术专业委员会特邀委员
- 2002—2003     教育部电子商务立法研究课题组成员
- 1989—1995     西安、广州律师事务所兼职律师